# Leonhard Horowski

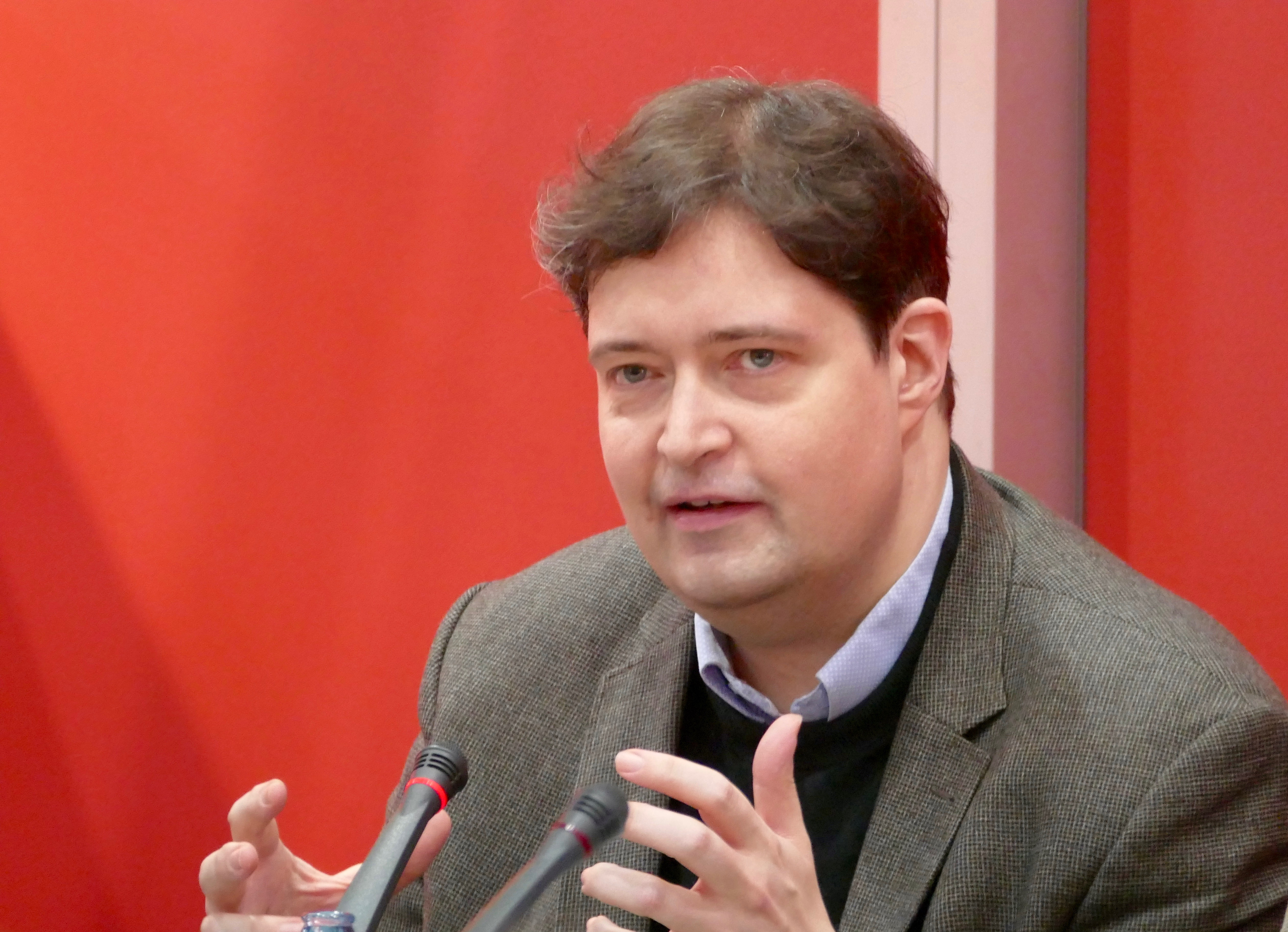
Leonhard Horowski auf der Leipziger Buchmesse 2017

Leonhard Horowski (* 1972 in Berlin) ist ein deutscher Historiker, Buchautor, Rezensent und Publizist. Über Fachkreise hinaus bekannt wurde er 2017 mit seinem Buch Das Europa der Könige über die höfische Gesellschaft des 17. und 18. Jahrhunderts, das für den Sachbuchpreis der Leipziger Buchmesse 2017 nominiert war.

## Leben und Wirken
Leonhard Horowski wuchs als Sohn eines Arztes in Berlin-Frohnau auf. Nach seinem 1991 bestandenen Abitur studierte er in Durham und an der FU Berlin Geschichte, Politik und Anglistik und schloss das Studium 2001 als Magister Artium ab. Horowski war Stipendiat der Studienstiftung des deutschen Volkes. 2003 promovierte er an der TU Berlin in Geschichte und bildete angehende Diplomaten aus. Bis 2009 war er an der TU Berlin Wissenschaftlicher Assistent.
Horowski arbeitete an der ZDF-Serie Die Deutschen (2010) mit und trat beim Fernsehsender Phoenix als Sachverständiger zum Liebes- und Familienleben in europäischen Königshäusern auf. 2017 war er im ZDF zu Gast bei Markus Lanz und bei 3 nach 9.
Horowski ist Gastautor der Wochenzeitung Die Zeit, der Neuen Zürcher Zeitung (NZZ), der Süddeutschen Zeitung und Lehrbeauftragter an der Humboldt-Universität zu Berlin.

## Publikationen (Auswahl)
- Die Belagerung des Thrones. Machtstrukturen und Karrieremechanismen am Hof von Frankreich 1661–1789. (= Beihefte der Francia. 74). Jan Thorbecke Verlag, Ostfildern 2012.
- Das Europa der Könige. Macht und Spiel an den Höfen des 17. und 18. Jahrhunderts. Rowohlt Verlag, Reinbek bei Hamburg 2017.
- Herrlichkeit und Ewigkeit. Drei Familien bauen das vormoderne Europa. dtv Verlagsgesellschaft, München 2025.